# Barrage San Roque
Le barrage San Roque est un barrage situé sur le fleuve Agno sur l'île de Luzon aux Philippines.